# Датская Ост-Индская компания

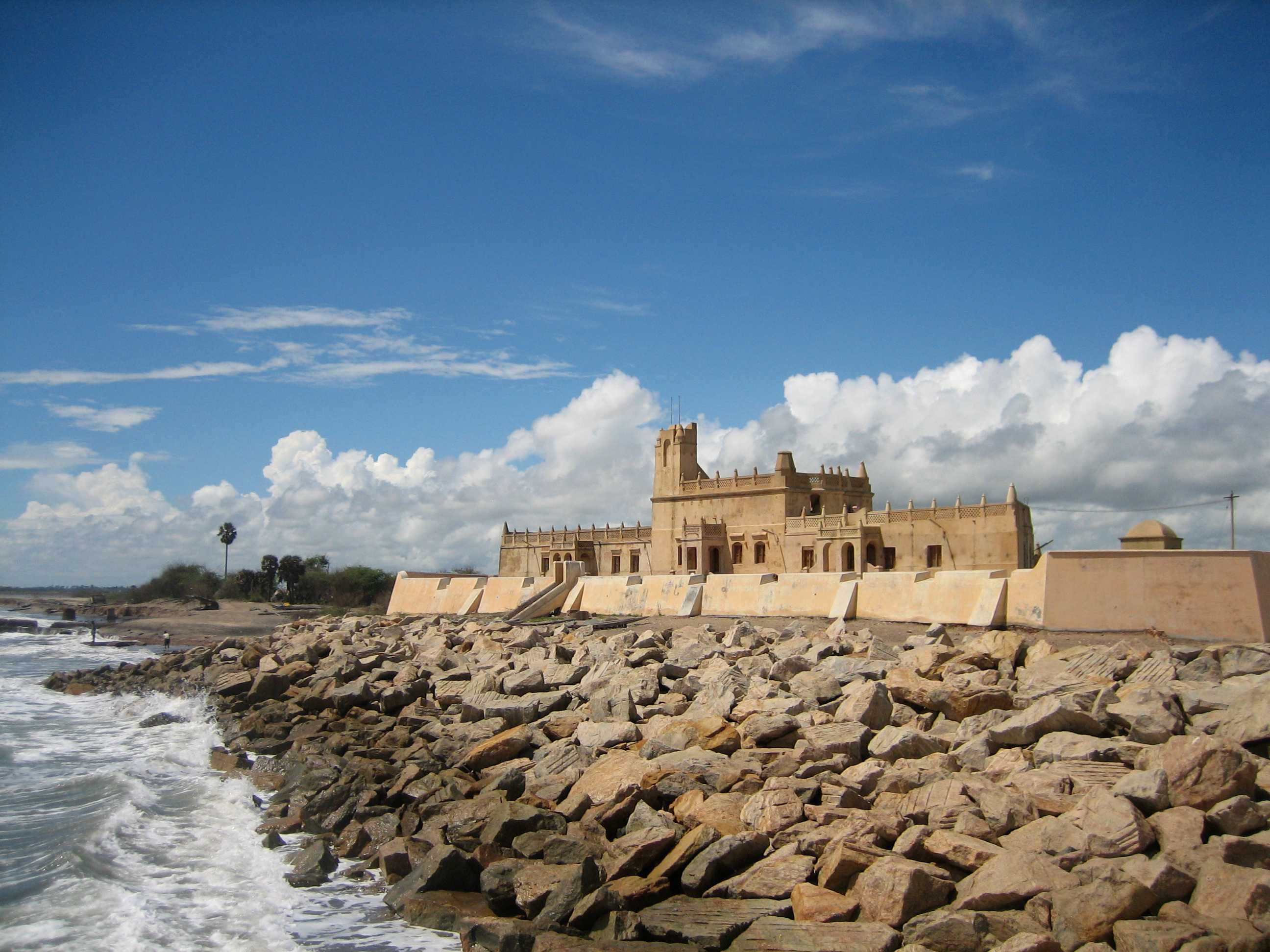
Форт Дансборг в Транкебаре

Датская Ост-Индская компания (дат. Dansk Østindisk Kompagni) — датская торговая компания, осуществлявшая в 1616—1729 годах (с перерывом) торговлю с Азией.
Была создана в 1616 году по образцу голландской Ост-Индской компании. Крупнейшим акционером общества был король Кристиан IV. При создании компания получила монопольное право на морскую торговлю с Азией.
В 1620 годах датская корона приобрела опорный пункт в Индии — Транкебар, который позднее сделался центром торговой активности компании (форт  Дансборг). В период своего расцвета она вместе со Шведской Ост-Индской компанией импортировала больше чая, нежели Британская Ост-Индская компания, 90 % которого вывозилось контрабандой в Англию, что приносило ей огромные прибыли.
В связи с плохими экономическими показателями компания в 1650 была упразднена, однако в 1670 воссоздана вновь. К 1729 году датская Ост-Индская компания пришла в упадок и была упразднена окончательно. Вскоре многие её акционеры стали участниками образованной в 1730 Азиатской компании (дат. Asiatisk Kompagni). Но в 1772 году она потеряла свою монополию, а в 1779 году Датская Индия стала коронной колонией.

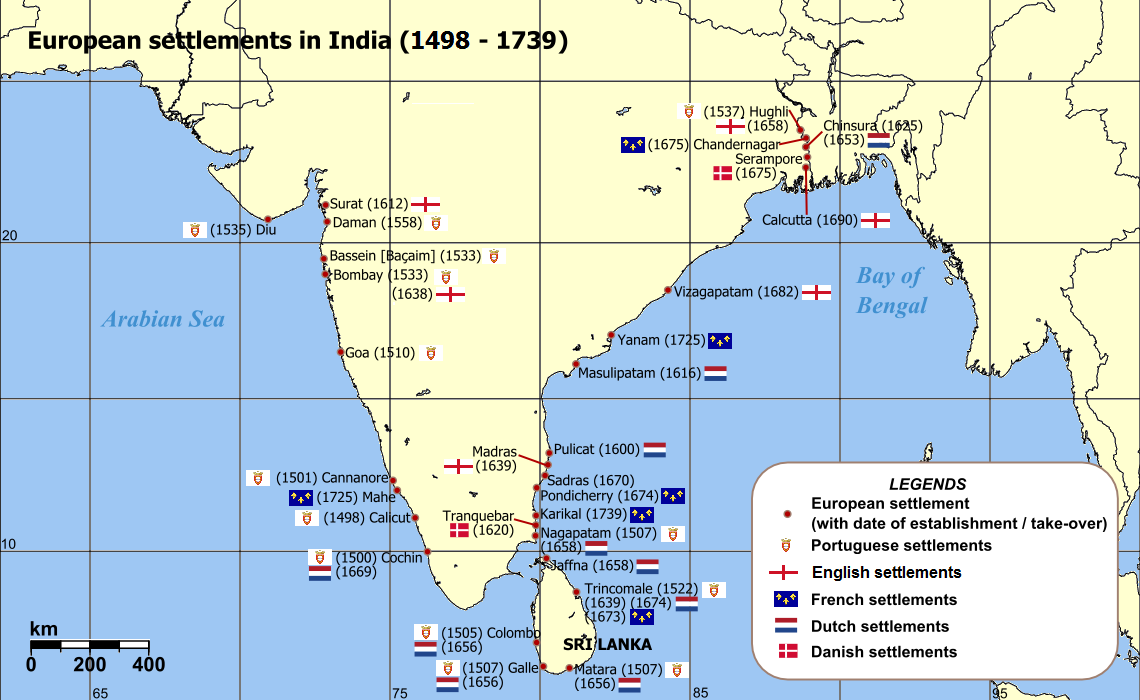
Колонии европейских держав в Индии